# 김도산

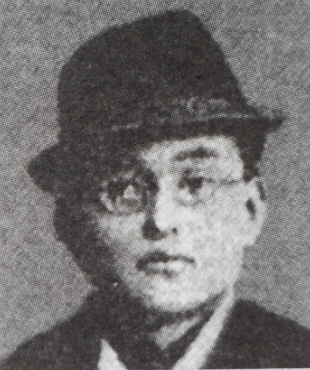
김도산

김도산(金陶山, 1891년~1921년 7월 26일)은 일제 강점기 시대의 연극인으로 본명은 김진학(金鎭學)이며 아명(兒名)은 김영근(金英根)으로 서울 출신이다. 한국 최초의 영화로 여겨지는 연쇄극 《의리적 구토》의 극본 및 연출을 하였다.
상동학교(尙洞學校)를 졸업하고 신극 운동을 하던 이인직에게 연극을 배운 뒤 이인직의 사설극장인 원각사에서 활약했다.
1919년 극단 신극좌(新劇座)를 창설하고, 단성사(團成社)를 중심으로 한국에서는 처음으로 연쇄극(連鎖劇) 《의리적 구토(義理的仇討)》, 《의적(義賊)》 등을 공연하였다. 특히 악역(惡役)에 뛰어났다.
31세 젊은 나이에 늑막염으로 목숨을 잃었다. 본격 전편 영화인 《국경》을 촬영하다가 교통사고로 사망했다는 설도 있다.
영화인협회의 주최로 김도산의 <의리적 구토(義理的 仇討)>가 단성사에서 상영된 날(1919년 10월 27일)을 기념하여 영화의 날이 제정되었다.

## 같이 보기
- 의리적 구토